# 貝瑞塔90two半自動手槍
貝瑞塔90two（英語：Beretta 90two）是一款由意大利的槍械製造商貝瑞塔為個人防衛和執法機關使用而設計和生產的半自動手槍，它在2006年的SHOT Show（美國著名槍展）之中，以貝瑞塔92的增強版本之名推出，發射9×19毫米、9×21毫米IMI和.40 S&W這三種口徑的手枪子彈。
貝瑞塔90two在生產商產品線上已被92A1與96A1所取代。

## 設計細節
貝瑞塔90two系列手槍是以92FS為基礎，既保留貝瑞塔傳統結構特徵，又在外觀與內部結構方面堅持開拓創新。貝瑞塔公司推出90two系列手槍，期望可以接替已有20多年歷史的92FS手槍，作為其下一代軍警兩用手槍。
貝瑞塔90two系列手槍可說是92FS手槍的現代型，雖然它保留了頂部敞開式套筒結構、槍管短行程後座作用、卡鐵擺動式閉鎖機構、擊鎚迴轉擊發式機構、只要將分解桿向下轉90°就可取出套筒等傳統結構，但另一方面也不乏創新之處。90two系列手槍和92系列手槍之間的最明顯的區別就是其外觀。

### 材質
貝瑞塔90two系列手槍的握把與套筒座是由輕型合金所製造的整體結構，並在金屬套筒座表面大部分使用聚合物材料覆蓋，以計算機數控加工金屬件，既確保加工精確、耐用，又具有優秀的耐腐蝕性和減少摩擦。與92系列相似的是，其底把是由輕型合金所製造，而套筒和槍管則是由钢所製造。其線條的構成並充分考慮了外表的清晰性與實用性。其槍身採用了流線形設計，輪廓邊角皆為圓弧形，這樣對於快速抽槍有利，槍身在抽槍與裝槍時不會容易被槍套及衣服所勾掛。幾乎所有部件，例如槍身、機械瞄具和套筒等的表面，都採用了藍氡表面處理。钢製槍管採用了微珠噴砂和烤藍處理，並在內膛鍍铬。

### 扳機護圈
貝瑞塔90two系列手槍的扳機護環形狀由92FS的方形改回92SB的近似圓形、前端無凹形，避免雙手射擊時不扣扳機的輔助手手指搭在護圈上，並與全槍的設計相稱。

### 套筒
钢製套筒本身也是一種全新的設計。90two系列手槍保留了貝瑞塔為之自豪的套筒頂部敞開式傳統設計，採用了磷化和專利的Bruniton鍍膜技術表面處理。只是以前92系列的粗糙邊緣，在90two系列手槍都上已經變得平滑了，有更多的“無螺絲釘”設計。手動保險桿可兼作拆卸桿，與過去的92FS一樣設在套筒上，雙側配置，左右手均可操作。保險桿的邊角為圓弧形。90two系列手槍上還設有擊針自動保險，只要扳機扣不到位，即使受型外力作用，擊針仍保持保險狀態。

### 套筒座
貝瑞塔90two系列手槍的套筒座比92FS薄，質量減輕約55克（1.94盎司，0.12磅）。其套筒座上可以安裝92FS的套筒以便儘快更換損毀部件，但是在92FS的套筒座上卻不合適安裝貝瑞塔90two的套筒。90two系列手槍在底把上的套筒座內部設有一個內置式金屬製造的活塞型藍色套筒後座緩衝器，安裝位置在套筒座內與後退的套筒撞擊的部分，靠近分解旋桿。這可說是90two系列手槍的獨創之處，對於射擊後套筒後座有緩衝作用，進一步提高命中精度。

### 機械瞄具
套筒上裝上了升級的瞄準點，片狀準星和缺口式照門一樣，改用鳩尾槽固定。矩形缺口式照門可更換，以調整最佳瞄準基線。準星與缺口背後兩側各有1個塗有超級夜光（Super-LumiNova）材料的白點（也可選用氚光源），形成3點式夜間瞄準系統。兩者之間的瞄準基線的長度亦增加了5毫米（0.2英吋）。

### 擊鎚
貝瑞塔90two系列手槍的F型和G型型號具有重新設計以減輕重量的骨架式擊鎚，從而提升了擊鎚迴轉速度。擊鎚護圈形狀與92SB和92FS的近似圓形、前端無凹形相同，避免雙手射擊時不扣扳機的輔助手手指搭在護圈上，並與全槍的設計相稱。

### 握把
貝瑞塔90two系列手槍具有“符合人體工學增強型”（英語：Ergonomically enhanced）的設計，使用“高科技高分子聚合物”（英語：Technopolymer）製造的可移動和互換的環繞式風格的握把套，平時覆蓋到一體成型的筒狀握把的套筒座頂端。表面上看的話，聚合物製造的握把套與套筒座像一個整體。雖然這樣與進入塑料套筒座手槍時代以後出現的一些採用可更換的握把背板的手槍不同，但同樣地可讓使用者選擇不同尺寸的握把套，以適合不同大小的手形。目前可以換裝2種前後部均刻有貝瑞塔菱形格子花紋的可更換式握把套的模塊化設計，有標準型與細長型這2種尺寸。更換握把套的時候，先要把彈匣拆卸，握把根部的分解插銷往外撥出後，把原來的握把套向下移除後再把新的握把套向上裝上，最後把分解插銷裝回握把根部即可。

### 供彈方式
貝瑞塔90two系列手槍的彈匣由Mec-Gar公司製造。9×19公釐帕拉貝倫口徑的貝瑞塔90two的彈匣容量是單排式10發和雙排式15、17、20發（20發需要使用延長彈匣底座）；90two的9×21毫米IMI子彈為雙排式15發；而90two的.40 S&W子彈則為雙排式10、12發。托彈簧較短，彈匣托彈板經改進，令壓縮後高度低於92FS，在相同尺寸以下有多裝2發彈藥的空間。彈匣卡筍的位置仍然設置在扳機護圈和握把的連接部位，不過其形狀變得更易於操作。

### 附件
貝瑞塔90two系列手槍還在套筒下、底把的扳機護環前方的防塵蓋整合了一條MIL-STD-1913式戰術燈安裝導軌，以安裝各種戰術燈、雷射瞄準器和其他戰術配件。安裝後十分穩固，而且無需使用任何工具輔助安裝。手槍上還包括戰術配件導軌保護套，在沒有安裝任何戰術配件時裝上；除了保護導軌不受外物碰撞損壞以外，亦可美化全槍的外觀。
貝瑞塔90two系列手槍還有多種原廠製作的槍套，以供使用者選擇。

## 衍生型

### 口徑
貝瑞塔90two系列手槍具有9×19毫米、9×21毫米IMI和.40 S&W口徑，並且分為F型、G型或D型型號。型號名稱和編號並不表示口徑。

### 型號
根據發射機構的不同，貝瑞塔90two系列手槍有F型、G型和D型3種型號可以選擇。

#### F型型號
與其他貝瑞塔手槍一樣，F型型號具有雙／單動操作扳機（英語：Double-action/Single-action，簡稱：DA／SA）、外置的擊錘、位於套筒而且兩手皆可靈巧操作的手動保險／待擊解脫桿。它使用了與貝瑞塔92F（貝瑞塔M9）軍用型手槍相同的操作方式。向下扳動裝在套筒以上的手動保險桿到“保險”的位置（紅點位置）會傳動到擊錘並將其位置“降下”和解脫板機的待發狀態，這樣手槍就不能射擊，直到將其手動保險桿向上扳回到“射擊”的位置（沒有紅點位置）。它還具有半解脫的保險缺口。

#### G型型號
G型型號是貝瑞塔90two系列的雙／單動操作扳機（英語：Double-action/Single-action，簡稱：DA／SA）型號，位於套筒而且兩手皆可靈巧操作的操作槓桿為待擊解脫桿，也就是這結構並沒有手動保險裝置。其“保險”桿只是可以降下的擊錘的待擊解脫桿。其槍機系統與大多數SIG手槍相類似。

#### D型型號
D型型號是貝瑞塔90two系列的純雙動操作扳機（英語：Double action only，簡稱：DAO）型號，因而使用內置式擊錘和無手動安全／待擊解脫桿。擊錘在每次射擊時會隨著套筒在非待擊位置，在每次射擊時都是扣動雙動操作模式以下的扳機。這型號是沒有手動保險、半解脫擊錘缺口或是待擊解脫桿。D型是一把操作模式很像“無擊錘”（內置式擊錘）純雙動操作式左輪手槍的自動裝填手槍。D型型號具有一個外露式擊錘，但它不能被手動扳開。

## 貝瑞塔92A1
在2010年SHOT Show上推出，貝瑞塔92A1採用了90two的內部設計和MIL-STD-1913式戰術燈安裝導軌以及92FS的整體形狀和造型。被美軍所採用並命名為M9A1。

## 使用國
- 印度
  - 部份地方警察單位
- 義大利
- 日本
  - 警察廳槍械對策部隊
- 美国
  - 部份地方警察局

## 流行文化
貝瑞塔90two亦登場於多部电影、电視、电脑游戏和動画裡，例如：

### 电影
- 2010年—：由領導CIA的戰術官員（賈森·溫伯格飾演）和亞歷山大·鄧寧（Alexander Dunning，李察·德雷福斯飾演）所使用。
- 2010年—：由克蕾兒·雷德費爾（Claire Redfield，艾丽·拉特飾演）所使用。
- 2011年—：由嘉德麗雅（Cataleya，阿曼達拉·史坦堡飾演）和唐路易的部下馬可（Marco，詹迪·莫拉飾演）用在最後的槍戰中。
- 2012年—：裝上額外槍口補償器和可全自動射擊並且由梅琳娜（Melina，飾演）、道格·奎德（Douglas "Doug" Quaid，飾演）和哈利（Harry，帕金斯·伍德拜恩飾演）所使用。
- 2012年—《2》：由琴·米爾斯（Kim Mills，瑪姬·葛瑞斯飾演）從槍盒裡拿出，另一把亦由布萊恩·米爾斯（Bryan Mills，飾演）所使用。
- 2014年—：由白化（Albino，托馬·勒瑪奎飾演）和其手下所使用。
- 2015年—《3》：裝上延長彈匣，由奧列格·馬蘭卡夫（Oleg Malankov，山姆·斯普盧爾飾演）所使用。
- 2015年—《復仇者聯盟2：奧創紀元》：由尤利西斯·克劳（Ulysses Klaue，安迪·瑟金斯飾演）所使用。

### 电视剧
- 2007年—：
  - 2010年10月18日第4季第5集（總集數為第59集）“查克決戰沙發鎖”（英語：Chuck Versus the Couch Lock），由凱西的前隊友麥金托什（Mackintosh，喬爾·大衛·摩爾（英语：Joel David Moore）飾演）所使用。
  - 自2010年10月25日第4季第6集（總集數為第60集）“查克決戰恐怖走道”（英語：Chuck Versus the Aisle of Terror）開始，裝上延長彈匣並且由的母親瑪麗·基查克（Mary Bartowski，飾演）所使用。
  - 2012年1月27日第5季第13集（總集數為第91集）“查克決戰再見”（英語：Chuck Versus the Goodbye），裝上延長彈匣並且由的母親瑪麗·基查克（Mary Bartowski，飾演）所使用。

### 电子游戏
- 2010年—：由私家偵探史考特·謝爾比（Scott Shelby）、傑登（Jayden）、SWAT和克萊默的豪宅保鏢用作佩槍（英语：Side arm）。

### 動畫
- 2005年—《聖魔之血》：裝上制退器（射擊會出現十字架形槍口焰）和復進簧導桿內置式雷射瞄準器，命名為「傑立寇M13神怒之日大型自動手槍」，被稱為「世界上最大型個人手槍」，發射「13毫米512千里馬」銀子彈，由托雷士‧伊庫斯（Tres Iqus）＝神槍手（Gunslinger）所使用，雙持。

## 圖集

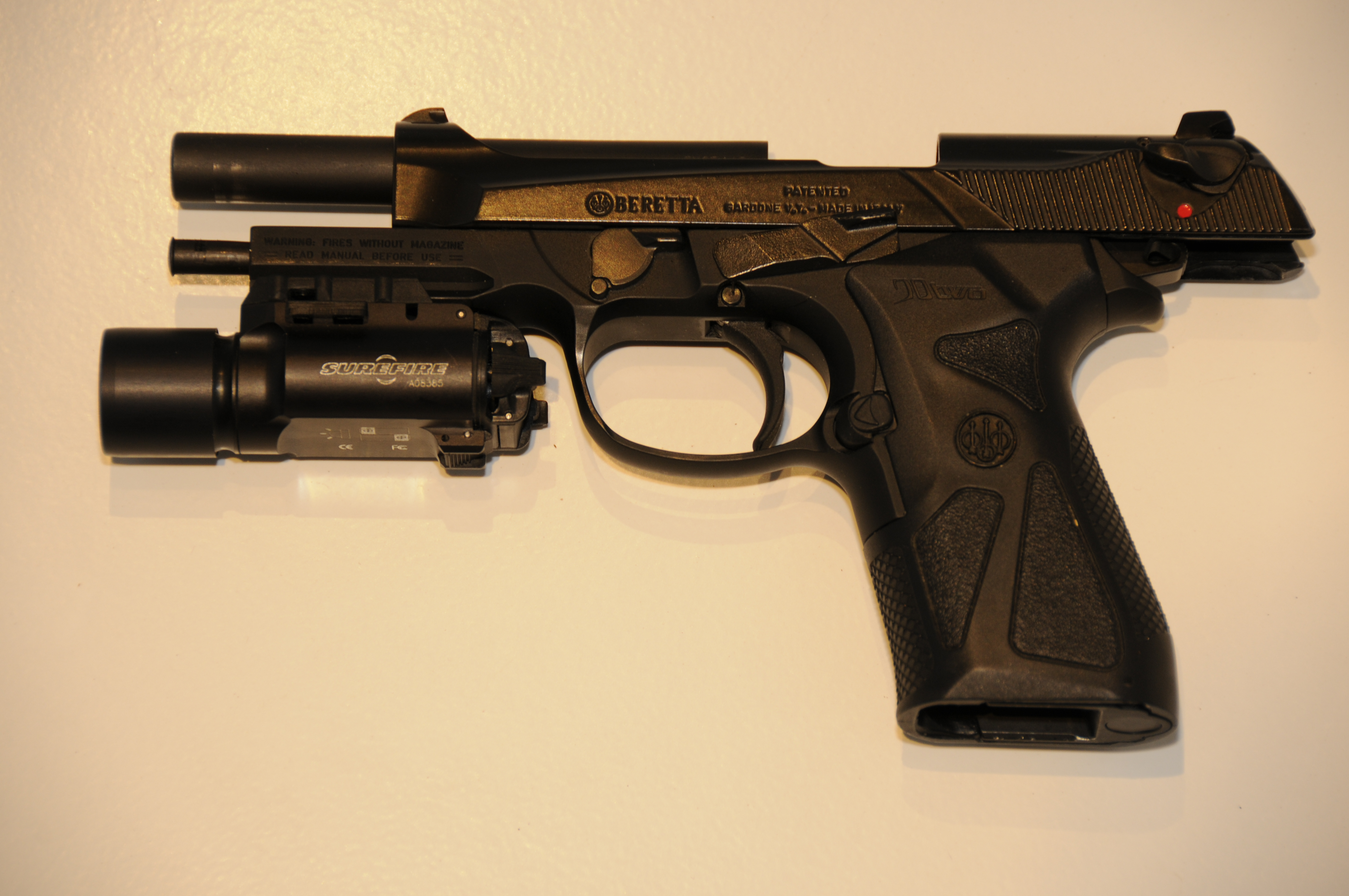
套筒開放狀態的貝瑞塔90two，並以MIL-STD-1913式戰術燈安裝導軌裝上SureFire戰術燈。
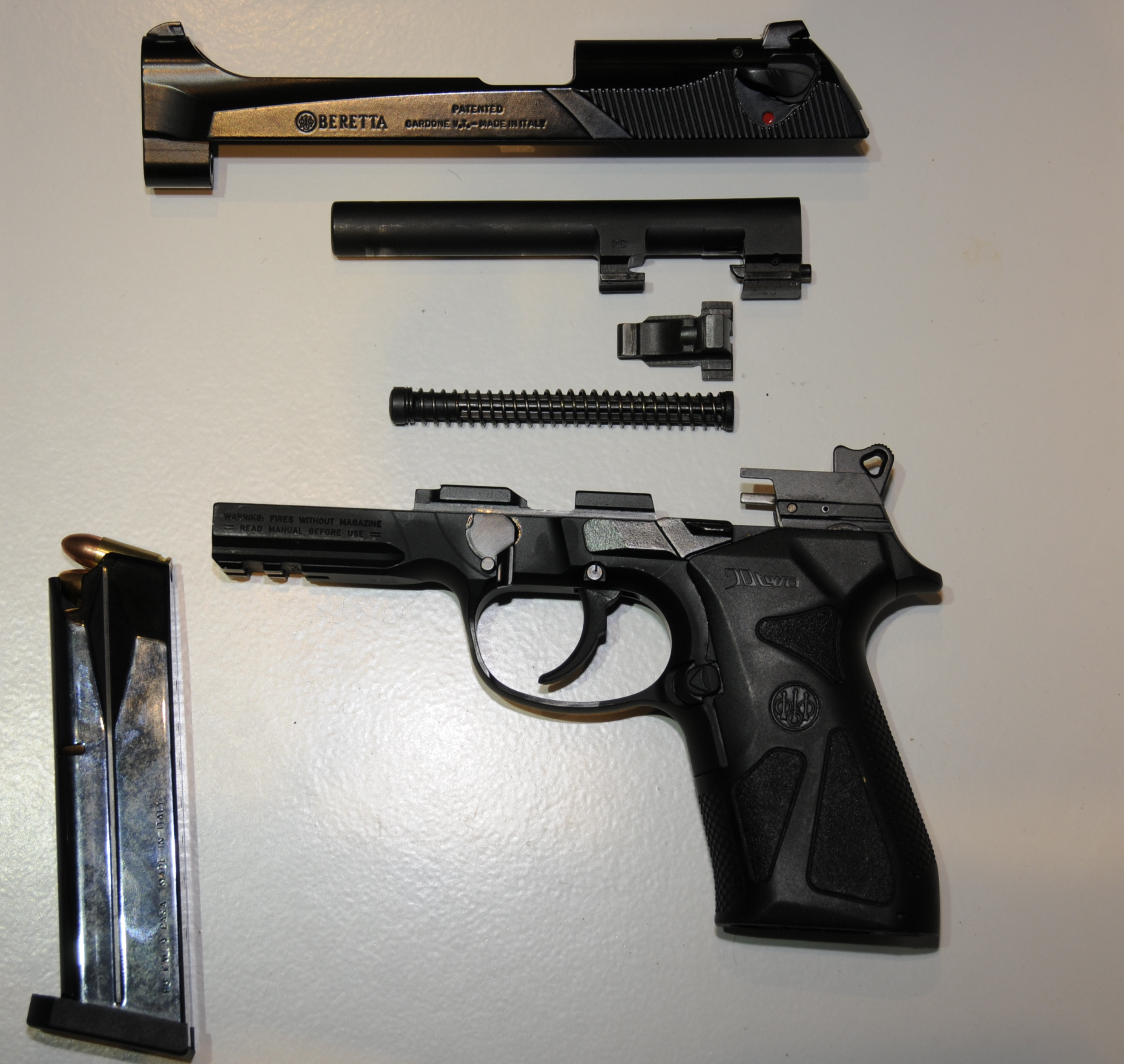
貝瑞塔90two不完全分解，與其雙排式17發彈匣。
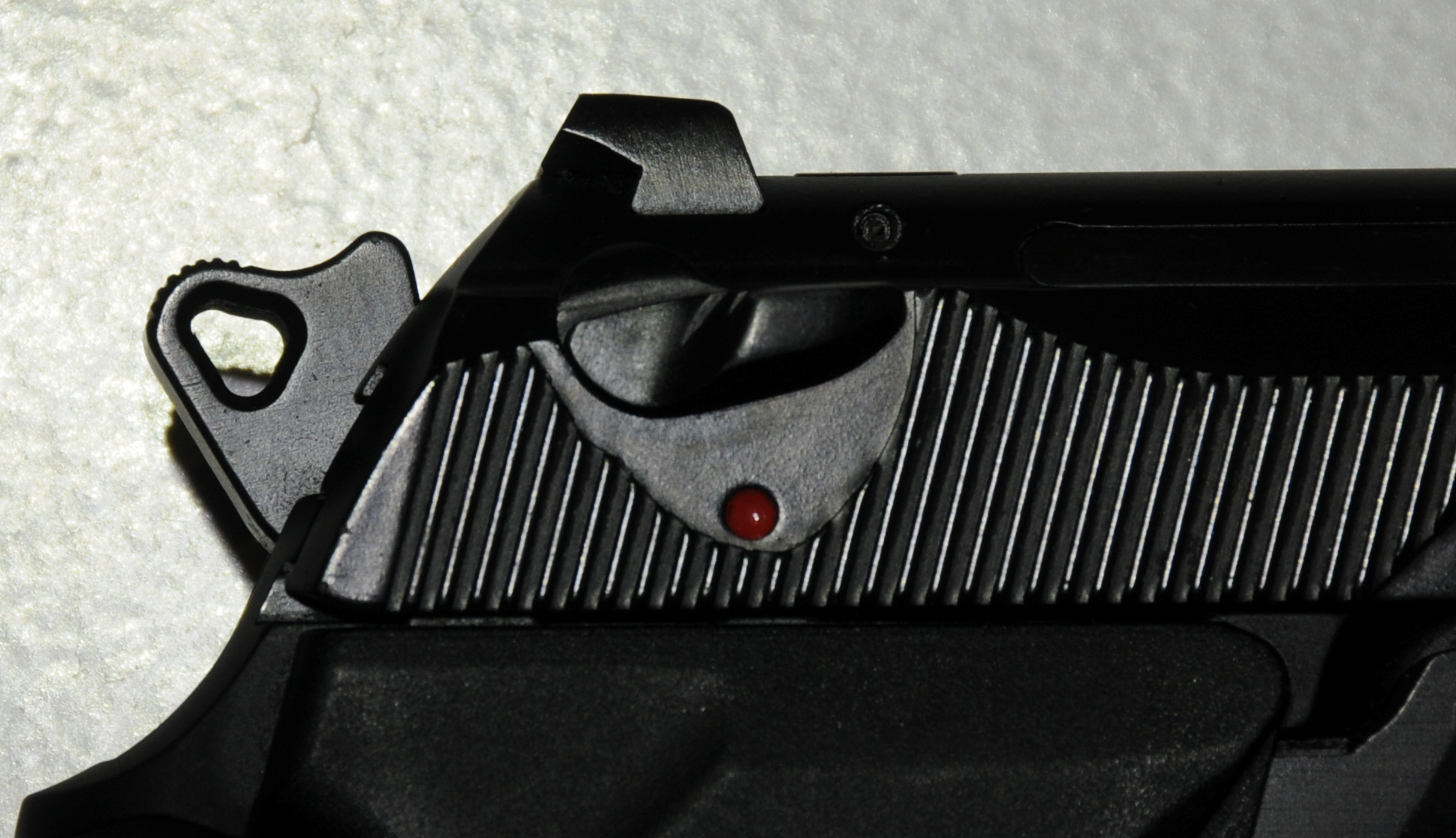
貝瑞塔90two的外露式擊錘和待擊解脫桿。
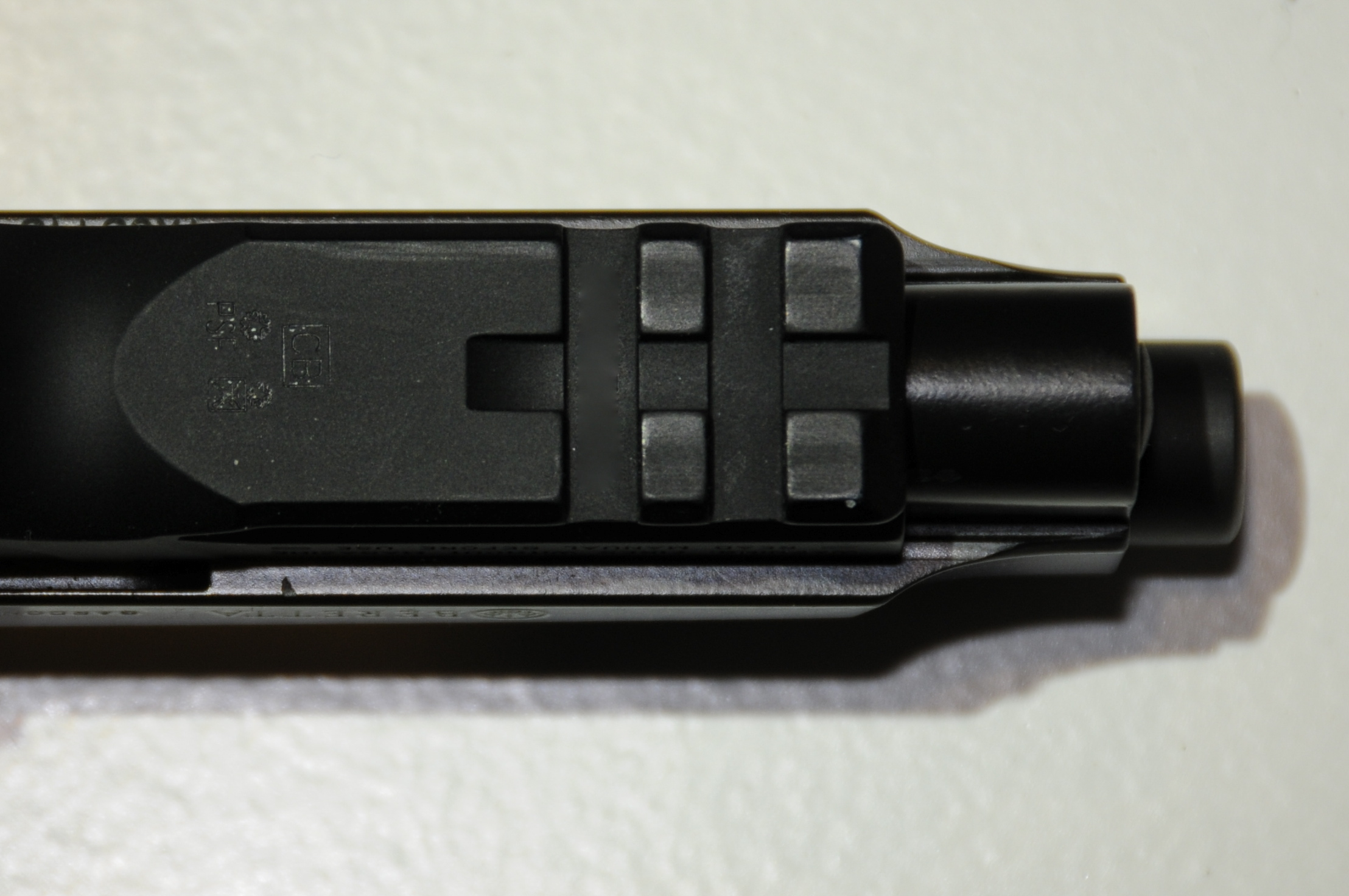
貝瑞塔90two的皮卡汀尼導軌底部，沒有裝上戰術配件或導軌保護套。
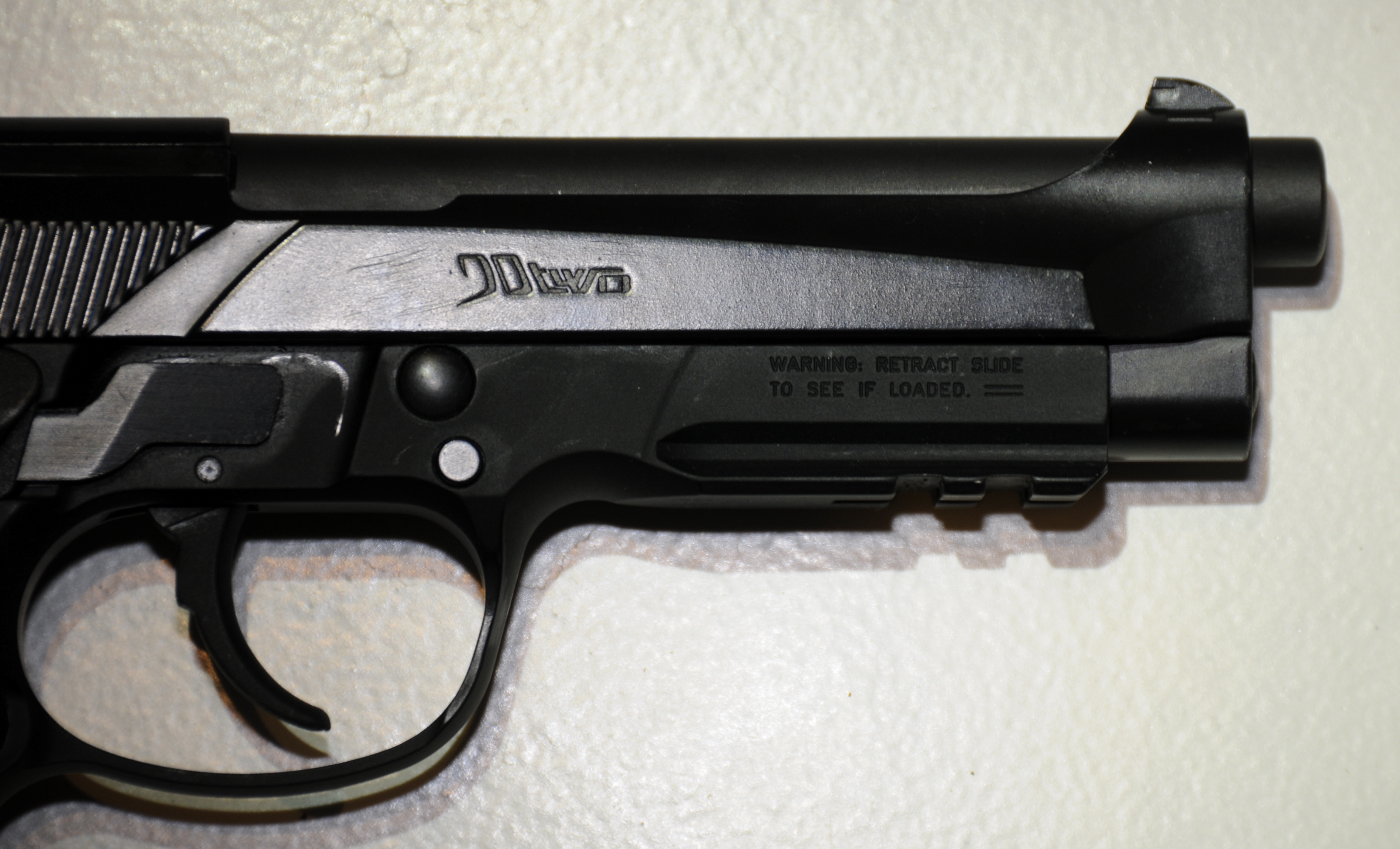
貝瑞塔90two的皮卡汀尼導軌側部，沒有裝上戰術配件或導軌保護套。

## 資料來源
1. ↑  .   [2012-09-16]. （原始内容存档于2011-10-16）.
2. ↑  .   [2012-09-16]. （原始内容存档于2012-10-19）.
3. ↑  .   [2012-09-16]. （原始内容存档于2011-10-16）.
4. ↑  .   [2012-09-16]. （原始内容存档于2011-10-16）.
5. ↑  90-Two 9mm and .40S&W （页面存档备份，存于）. Berettaweb.com.
6. ↑  .   [2012-09-16]. （原始内容存档于2011-10-16）.
7. ↑  .   [2012-09-16]. （原始内容存档于2011-10-16）.
8. ↑  .   [2012-09-16]. （原始内容存档于2011-10-16）.
9. ↑  .   [2012-09-16]. （原始内容存档于2007-10-25）.
10. 1 2  .   [2012-09-16]. （原始内容存档于2007-10-25）.

## 外部連結
- （英文）—貝瑞塔90two官方網站
- （英文）—貝瑞塔運動武器官方網站—Beretta 90-TWO Type F
- （英文）—貝瑞塔90two半自動手槍說明手冊
- （英文）—PoliceOne—
  - The Beretta 90-TWO
  - Safariland Adds Fits to SLS Line For New Beretta 90two Handgun （页面存档备份，存于）
- （英文）—Tactical-Life.com—
  - A Tale of Two Berettas
  - Beretta’s 92 FS, M9A1 & M90-TWO 9mm （页面存档备份，存于）
- （简体中文）—D Boy Gun World（槍炮世界）—90TWO系列 （页面存档备份，存于）
- （简体中文）—新浪网—新浪军事—意大利推出最新版伯莱塔90TWO自动手枪 （页面存档备份，存于）
- （简体中文）—輕兵器—富有独创性的最新伯莱塔90TWO手枪(一) （页面存档备份，存于）